# Kohei Yamamichi
Kohei Yamamichi (山道 高平 Yamamichi Kohei?), född 11 maj 1980 i Aichi prefektur, är en japansk före detta fotbollsspelare.
Yamamichi började sin karriär 1999 i Nagoya Grampus Eight. 2001 flyttade han till Sagan Tosu. Han spelade 119 ligamatcher för klubben. Efter Sagan Tosu spelade han för Banditonce Kobe. Han avslutade karriären 2007.